# No és pervers ser homosexual, pervers és el context
No és pervers ser homosexual, pervers és el context (originalment en alemany, Nicht der Homosexuelle ist pervers, sondern die Situation, in der er lebt) és una pel·lícula de 1971 dirigida per Rosa von Praunheim per encàrrec del Westdeutscher Rundfunk, una televisió pública d'Alemanya.
A la pel·lícula es retrata la vida de molts homosexuals de la subcultura gai de començaments de la dècada de 1970 i la marginació que produïa aquesta subcultura. La pel·lícula no dirigeix el seu enfocament cap als «opressors», sinó als homosexuals mateixos. La tesi de la pel·lícula és que la pèssima situació en què vivien els gais era causada per ells mateixos. La pel·lícula defensa que els homosexuals havien de superar la seva enorme por i sortir dels seus amagatalls, per ser solidaris i lluitar junts per un futur millor i amb els mateixos drets que els altres.
Com a conseqüència es va convertir en el desencadenant del moviment gai modern, després dels aldarulls de Stonewall, a Alemanya i els països de parla germànica. Però al seu torn va ser molt polèmica, convertint-se la seva emissió per la televisió en un escàndol.
Per raons de pressupost, la pel·lícula va ser filmada com una pel·lícula muda i se li va afegir una veu en off més tard. S'ha subtitulat al català.

## Argument
El jove Daniel arriba des de la Província a Berlín i allí es troba amb Clemens. Tots dos viuen el seu gran amor, viuen junts i intenten imitar un matrimoni burgès. Però, després de quatre mesos junts, se separen, ja que Daniel ha conegut a un home madur i ric, i es trasllada a viure a la vila d'aquest.
Una mica més tard, Daniel és enganyat amb un altre pel seu amant en una vetllada musical. Per ell, Daniel era només un objecte. Daniel comença a treballar en un cafè gai, es vesteix l'última moda i s'adapta de seguida als ideals de la subcultura gai. Es deixa voler i passa el seu temps lliure en la piscina. A la nit surt per bars de gais i es fa cada vegada més dependent de les seves diverses aventures sexuals.
Poc després descobreix els plaers del sexe anònim en parcs i banys públics, on veu per primera vegada com es dona una pallissa a homosexuals ancians. Un dia acaba a última hora en un bar de travestis, en el qual es reuneixen tots aquells que encara no han aconseguit lligar a la nit. Allí es troba amb Paul, que se l'emporta al seu pis compartit.
El grup discuteix amb Daniel sobre els problemes de la vida dels homosexuals i li aclareixen que porta una vida molt superficial. La seva missió com a homosexual emancipat ha de ser reconèixer-se com a tal i contribuir activament a obtenir continguts més enllà de la moda i el sexe. Li proposen entrar en una organització política i, juntament amb uns altres gais, reflexionar sobre les diferents formes de convivència de les persones.

## Significat històric
L'1 de setembre de 1969 es va liberalitzar el paràgraf 175 del codi penal alemany. A partir d'aquest moment l'homosexualitat voluntària entre adults ja no era delicte. Com a conseqüència, lentament va començar la vida gai pública a Alemanya.
| «           | La pel·lícula estava marcada per la ira i la frustració que s'havia acumulat en la meva vida d'homosexual a Berlín fins a aquest moment. Estava convençut que no podíem esperar per sempre, passius a la bondat de la societat perquè canviés alguna cosa en el nostre favor.[…] La nostra pel·lícula havia de provocar, treure a gais i heterosexuals de la seva tranquil·litat i estimular la conversa. No volíem de cap manera una pel·lícula que glorifiqués o es compadís dels gais. Era important per nosaltres mostrar la fotuda situació dels gais sense maquillar, […] | » |
| — Praunheim | |   |

Praunheim va ser assessorat pel llavors sociòleg Martin Dannecker, que més tard es convertiria en sexòleg, i que en aquell moment treballava juntament amb Reimut Reiche en un estudi sobre l'«homosexual corrent»; l'estudi, titulat «Der gewöhnlicher Homosexuelle» es va editar en 1974 en l'editorial S. Fischer. Dannecker també va participar en el guió i el títol de la pel·lícula és una cita del seu llibre.
La pel·lícula va ser estrenada el 3 de juliol de 1971 dins del Festival Internacional de Cinema de Berlín de 1971 al Forum des jungen Films. En la presentació en cinemes es van produir sovint discussions espontànies i aquest mateix any es van fundar l' Homosexuelle Aktion Westberlin (HAW) a Berlín i la Giri Zelle Schwul (ROTZSCHWUL) a Frankfurt am Main. En la televisió, la pel·lícula va ser emesa per primera vegada el 31 de gener de 1972 a la nit, en el Westdeutscher Rundfunk (WDR), la mateixa televisió pública que havia encarregat la seva realització, en la tercera cadena pública alemanya. L'emissió paral·lela prevista en el ARD, va ser cancel·lada poc abans de l'emissió.
En 1972 es va realitzar a Münster la primera manifestació gai de la història de la República Federal d'Alemanya.
L'ARD va emetre la pel·lícula un any després, el 15 de gener de 1973 en la primera cadena pública. com a conseqüència, el Bayerischer Rundfunk, la cadena pública bavaresa, va deixar d'emetre per primera vegada en la història el programa habitual durant aquest temps, igual que faria en 1977 amb l'emissió de Die Konsequenz i en 1990 amb l'emissió del primer petó entre homosexuals en la televisió a la sèrie Lindenstraße.

## Citacions
| « | Pel fet que els homosexuals són menyspreats com a malalts i inferiors pel filisteu, procuren convertir-se en més filisteus per a disminuir els seus sentiments de culpa amb un excés de virtuts burgeses. Són políticament passius i es comportin de manera conservadora com a agraïment que no siguin apallissats. Els gais s'avergonyeixen de la seva disposició, ja que se'ls ha inculcat en segles d'educació cristiana quant porcs són. Així fugen lluny d'aquesta cruel realitat en el món romàntic de l'estereotip i dels ideals. Els seus somnis són els dels il·lustrats, els somnis una persona al costat de la qual surten del disbarat del dia a dia cap a un món que està format solament d'amor i romanticisme. No és pervers l'homosexual, sinó la situació en la qual han de viure. | » |

| « | Hem d'organitzar-nos. Necessitem millors bars, necessitem bons metges i necessitem protecció en el lloc de treball. Feu-vos orgullosos de la vostra homosexualitat! Fora dels excusats! Als carrers! Llibertat per als gais! | » |

## Crítiques
- Vincent Canbys, New York Times: Una crida militant marxista per a la fi de l'opressió dels gais.[4]
- queerfilm.de, 2001: Completament en l'estil del 70, la pel·lícula és un document cinematogràfic del moviment gai i la seva època. Encara que les ganes d'experimentar causen confusió a alguns espectadors, ja que per exemple hi ha una escena muda de 10 minuts! La pel·lícula també és notable per la seva mostra de l'ambient gai de començaments de la dècada de 1970. sense tabús, mostra escenes mai vistes fins llavors de sexe en banys públics o a parcs. Nicht der Homosexuelle ist pervers, sondern die Situation, in der er lebt és un document de l'època, la valentia i la força de la qual encara impressionen avui.